# ترويض الأسود

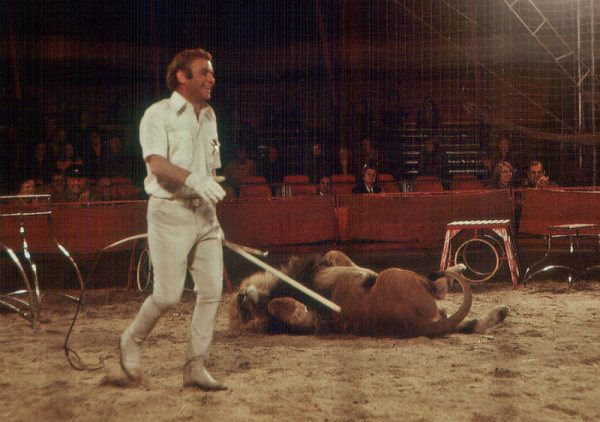
صورة لمروض أسود من ألمانيا

ترويض الأسود هي ترويض وتمرين الأسد من قبل الإنسان قد يكون لأجل حمايته أو لأجل التسلية في عروض السيرك، الأفلام والأعمال السينمائية. الترويض وجد للتسلية منذ عصور قديمة، وكانت روما القديمة من أشهر الحضارات التي كانت تهتم بترويض الأسود، وحالياً يتم ترويض الأسود عند عرضه في حديقة الحيوانات وعروض السيرك وعروض تصوير الأفلام.
غالبًا ما يشمل المصطلح ترويض القطط الكبيرة الأخرى مثل النمور والفهود والجاغوار والنمور السوداء والفهود والأسود الجبلية.
في الحياة، يستخدم الناس عادة مصطلح ترويض الأسود كاستعارة لأي نشاط خطير. يحدث ترويض الأسد في حدائق الحيوان في جميع أنحاء العالم لتمكين الحراس من تنفيذ الإجراءات الطبية والتغذية.
تؤكد جمعية حماية الحيوانات الأسيرة أنه لا يمكن ضمان جودة رعاية الحيوانات في السيرك.

## أشهر مروضي الأسود
- جورج وومبويل (في الفترة ما بين عامي 1777- 1850)، مؤسس حديقة وومبويل للسفاري. عرف عنه تربيته لأصناف عديدة من الحيوانات. يعتبر أول من روض أسد ورباه في بريطانيا. دفن في مقبرة هايغيت، تحت تمثال أسده نيرون.
- إسحاق إيه فان أمبيرج (في الفترة ما بين عامي 1811- 1865)، مروض حيوانات أمريكي ومؤسس أول عرض لحيوان بري في العصر الحديث.[3]:20 اشتهر بأعمال الجرأة مثل وضع رأسه داخل فكي الحيوان البري.[4] أطلق عليه لقب «الأسد الملك».[3]:17
- توماس ماكارت (في الفترة ما بين عامي 1839- 1872)، قتل خلال عرض مسرحي عام 1872.[5][6][7]
- مارتيني ماككومو (في الفترة ما بين عامي 1839- 1871)، مروض أسود مشهور في عصر بريطانيا الفيكتورية.
- كارل هاجنبيك (في الفترة ما بين عامي 1844- 1913) تاجر ومروض للحيوانات البرية.
- سوريش بيسواس (في الفترة ما بين عامي 1861- 1905)، مروض أسود هندي اشتهر في ثمانينيات القرن التاسع عشر بترويض الحيوانات البرية وعروض السيرك.
- تيلي بيبي (في الفترة ما بين عامي 1879- 1932)، مروض أسود ودببه قطبية نمساوي.[8]
- روز فلاندرز باسكوم (في الفترة ما بين عام 1880- 1915)، أول مروضة أسود أمريكية.
- مابيل ستارك (في الفترة ما بين عامي 1889- 1968)، من أوائل مروضات النمور في العالم.
- كلايد بيتي (في الفترة ما بين عامي 1903- 1965)، من بين الرواد الذين استخدموا كرسي في تدريب القطط الكبيرة.
- غونتر جبل ويليامز (في الفترة ما بين عامي 1934-2001)، مروض حيوانات مشهور على مستوى العالم، اشتهر بعروضه في الوحدة الحمراء مع سيرك رينجن برو وبارنيوم أند بايلي.[9]
- أنجيل كريستو (في الفترة ما بين عامي 1943–2010)، أشهر مروض أسود ونمور في أسبانيا، اشتهر بتعرضه للعديد من الإصابات نتيجة هجمات الأسود والنمور. فاز في عام 1982، بميدالية دي آورو ديل فيستيفال إنترناسيونال ديل سيركو («الميدالية الذهبية لمهرجان السيرك الدولي»).[10]
- مارتن لاسي (ولد عام 1947)، مروض حيوانات وصاحب السيرك البريطاني العظيم. قام بتدريب معظم النمور المستخدمة في إعلانات ESSO التلفزيونية في السبعينيات
- مارتن لاسي جونيور (مواليد 1977)، ابن مارتن لاسي، مدرب الحيوانات في سيرك كرون في ميونيخ.
- إيرينا بوجريموفا (في الفترة من بين عامي1911-2001)، أول مروّضة أسد أنثى في روسيا.
- محمد الحلو (في الفترة ما بين عامي)، أشهر مروض أسود ونمور في مصر والشرق الأوسط، مؤسس سيرك الحلو أكبر سيرك في مصر. توفي اثر هجوم أحد الأسود عليه ويدعى سلطان في عرض سيرك.[11][12][13]

## وصلات خارجية
- تاريخ مختصر عن ترويض الأسود.
- كيف يتم ترويض الأسود.
- حوار مع أصغر مدرب أسود في عائلة الحلو «أشرف الحلو»- يوتيوب.